# Asterias forbesi
Espèce
Asterias forbesi est une espèce d'étoiles de mer des côtes atlantiques de l'Amérique du Nord au sud du cap Cod.

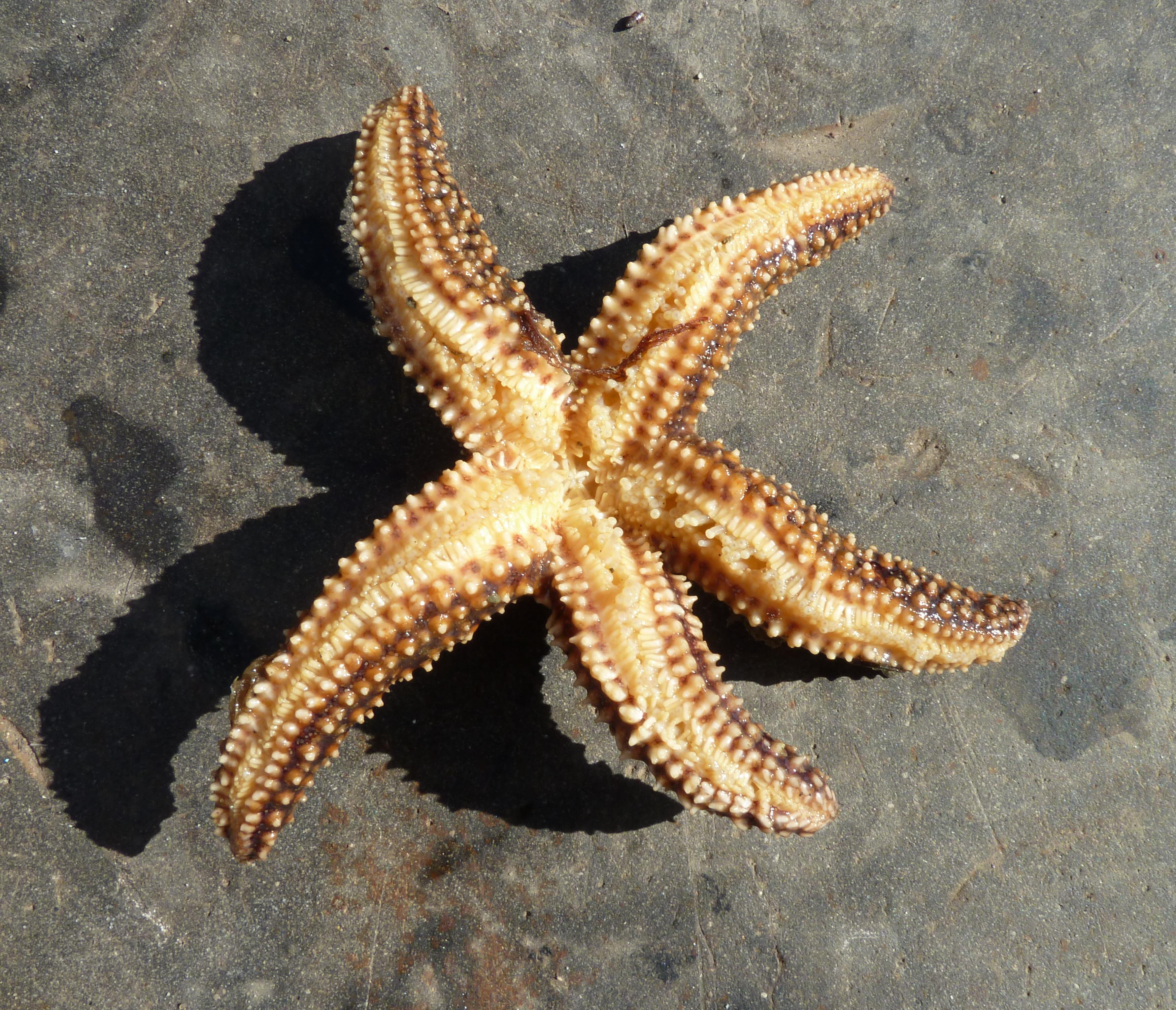
Face orale
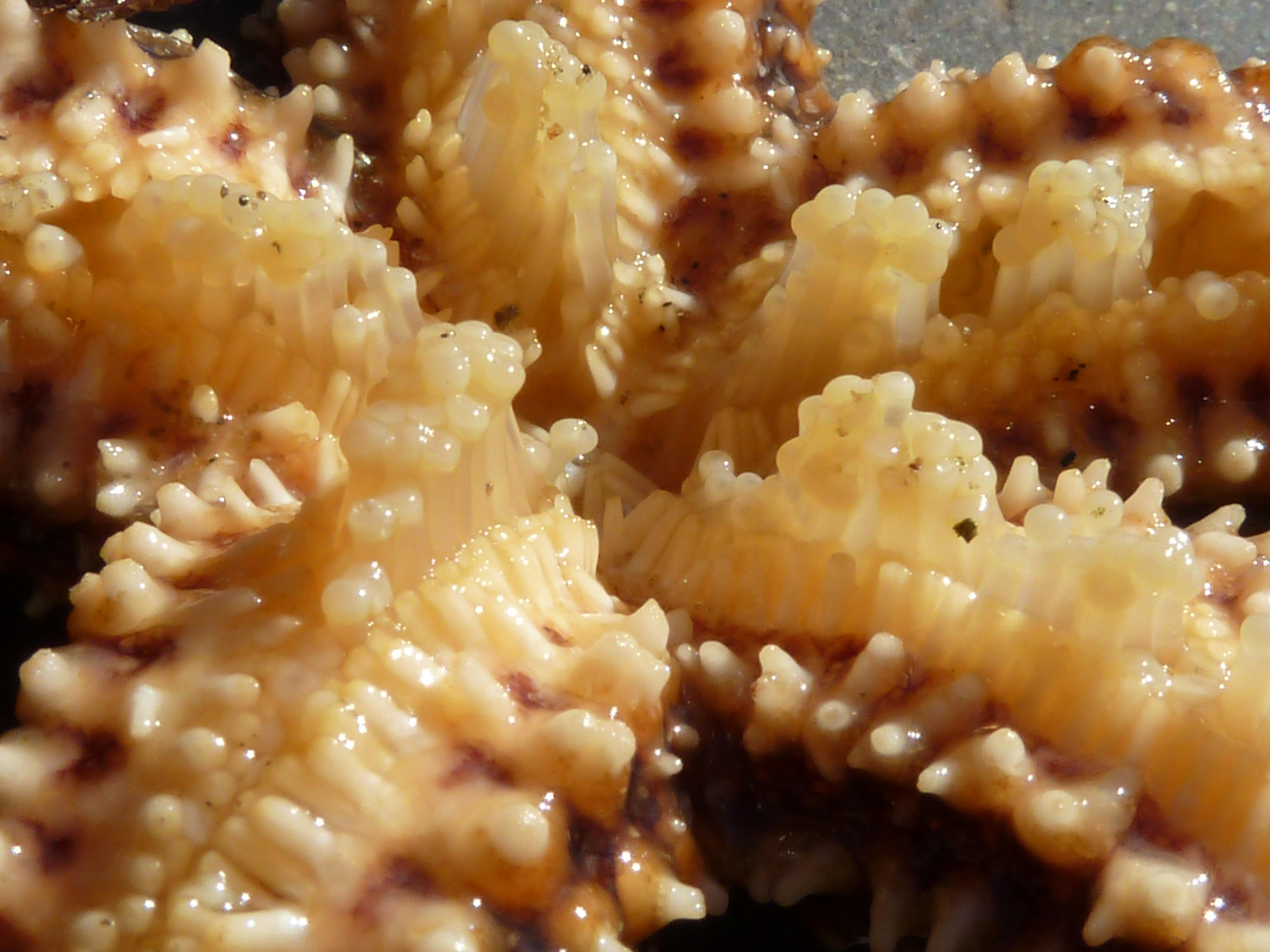
Gros plan sur la face orale.